# Skarntyde-slægten
Skarntyde-slægten (Conium) er en slægt af planter, der består af omkring 3 arter, hvoraf en enkelt findes vildtvoksende i Danmark. 

## Arter
Den danske art i slægten:
- Skarntyde (Conium maculatum)